# Miej wątpliwość
Miej wątpliwość – singel promujący płytę Łony i Webbera – Absurd i nonsens. Wydawnictwo ukazało się 26 stycznia 2007 roku nakładem wytwórni muzycznej Asfalt Records.

## Lista utworów
1. „Miej wątpliwość”
2. „Miej wątpliwość (DJ Twister Remix)”
3. „Miej wątpliwość (Me'how' Remix)”
4. „Miej wątpliwość (Video)”